# Lista de prefeitos de Rolim de Moura
Esta é a lista de prefeitos e vice-prefeitos do município de Rolim de Moura, no estado brasileiro de Rondônia.
| Nº | Nome                                 | Partido | Vice-prefeito                                        | Início do mandato      | Fim do mandato         | Observações                                                                           |
| 1  | Francisco Ferreira Moreira           | PDS     | —                                                    | 1º de julho de 1979    | 28 de dezembro de 1984 | Prefeito nomeado                                                                      |
| 2  | Valdir Raupp                         | PDS     | Roque Mazzuchelli                                    | 28 de dezembro de 1984 | 31 de dezembro de 1988 | Prefeito e vice eleitos em sufrágio universal                                         |
| 3  | José Joacil Guimarães                | PDS     | Serafim Rezende Neto                                 | 1º de janeiro de 1989  | 3 de dezembro de 1992  | Prefeito e vice eleitos em sufrágio universal                                         |
| 4  | Serafim Rezende Neto                 | PDS     | —                                                    | 3 de dezembro de 1992  | 31 de dezembro de 1992 | Vice-prefeito eleito no cargo de Prefeito                                             |
| 5  | Valdir Raupp                         | PMDB    | João Batista Dias                                    | 1º de janeiro de 1993  | 30 de março de 1994    | Prefeito e vice eleitos em sufrágio universal cujo titular renunciou ao cargo         |
| 6  | João Batista Dias, Batistão          | PMDB    | —                                                    | 30 de março de 1994    | 31 de dezembro de 1996 | Vice-prefeito eleito no cargo de Prefeito                                             |
| 7  | Ivo Cassol                           | PDT     | Josias Custódio da Silva                             | 1º de janeiro de 1997  | 31 de dezembro de 2000 | Prefeito e vice eleitos em sufrágio universal                                         |
| 8  | Ivo Cassol                           | PFL     | Sebastião Dias Ferraz                                | 1º de janeiro de 2001  | 5 de abril de 2002     | Prefeito reeleito e vice eleito em sufrágio universal cujo titular renunciou ao cargo |
| 9  | Sebastião Dias Ferraz, Tião Serraia  | PTN     | —                                                    | 5 de abril de 2002     | 31 de dezembro de 2004 | Vice-prefeito eleito no cargo de Prefeito                                             |
| 10 | Mileni Cristina Benetti Mota         | PTB     | João Francisco Matara (PSDC)                         | 1º de janeiro de 2005  | 31 de dezembro de 2008 | Prefeita e vice eleitos em sufrágio universal                                         |
| 11 | Sebastião Dias Ferraz, Tião Serraia  | PMDB    | Edmilson Guimarães                                   | 1º de janeiro de 2009  | 31 de dezembro de 2012 | Prefeito e vice eleitos em sufrágio universal                                         |
| 12 | César Cassol                         | PP      | Luiz Ademir Schock                                   | 1º de janeiro de 2013  | 22 de junho de 2015    | Prefeito e vice eleitos em sufrágio universal cujo titular renunciou ao cargo         |
| 13 | Luiz Ademir Schock, Luizão do Trento | PSDB    | —                                                    | 23 de junho de 2015    | 31 de dezembro de 2016 | Vice-prefeito eleito no cargo de prefeito                                             |
| 13 | Luiz Ademir Schock, Luizão do Trento | PSDB    | Fabrício Melo de Almeida (PSD)                       | 1º de janeiro de 2017  | 31 de dezembro de 2020 | Prefeito reeleito e vice eleito em sufrágio universal                                 |
| 14 | Aldair Júlio Pereira, Aldo Júlio     | MDB     | Alcides Rosa (PL)(2021-2024) (REP) (2025-Atualidade) | 1º de janeiro de 2021  | 31 de dezembro de 2024 | Prefeito e vice eleitos em sufrágio universal                                         |
| 14 | Aldair Júlio Pereira, Aldo Júlio     | UNIÃO   | Alcides Rosa (PL)(2021-2024) (REP) (2025-Atualidade) | 1° de janeiro de 2025  | Atualidade             | Prefeito reeleito e vice eleito em sufrágio universal                                 |